# Biblia francesa de Lovaina
La Biblia francesa de Lovania (La Saincte Bible nouvellement translatée de latin en françois, selon l'édition latine, dernièrement imprimée à Louvain), es una traducción de la Biblia latina de Lovaina, revisada a partir de textos hebreos, arameos y griegos publicados en francés en 1550.
Después de haber encargado una traducción más correcta que la Vulgata a los maestros de la Universidad de Lovaina, el emperador Carlos V, les pidió que produjeran traducciones al francés y al neerlandés de la biblia. Nicolas van Winghe tradujo la edición holandesa publicada en 1548. Nicolas de Leuze, basándose en el trabajo de Jacques Lefèvre d'Étaples y Pierre Robert Olivétan, así como en la edición de la biblia latina de Lovaina (1547), traduce la edición francesa publicada en 1550. Las dos traducciones fueron impresas en Barthélemy de Grave en Lovaina.
A pesar de la confusión generalizada, la Biblia de Lovaina de 1550 no es la que se hizo famosa a finales de siglo y se mantuvo así durante todo el siglo XVII. La versión conocida como Biblia de Lovaina apareció en Amberes en 1578; siguió bastante fiel a la versión francesa que René Benoist publicó en París en 1565.